# Hedyotis tetrandra
Hedyotis tetrandra är en måreväxtart som först beskrevs av William Roxburgh, och fick sitt nu gällande namn av William Grant Craib. Hedyotis tetrandra ingår i släktet Hedyotis och familjen måreväxter. Inga underarter finns listade i Catalogue of Life.